# Leoš
Leoš je mužské křestní jméno řeckého původu – jedná se o zkráceninu jména Leopold nebo Leonard. Podle českého kalendáře má svátek 19. června.

## Statistické údaje
Následující tabulka uvádí četnost jména v ČR a pořadí mezi mužskými jmény ve srovnání dvou roků, pro které jsou dostupné údaje MV ČR – lze z ní tedy vysledovat trend v užívání tohoto jména:
| Rok       | Četnost   | Pořadí   |
| 1999      | 5628      | 83.      |
| 2002      | 5653      | 81.      |
| Porovnání | o 25 více | o 2 lépe |
| 2006 2014 | 5736 5800 | 83. 83.  |

Změna procentního zastoupení tohoto jména mezi žijícími muži v ČR (tj. procentní změna se započítáním celkového úbytku mužů v ČR za sledované tři roky 1999-2002) je +1,2%.

## Známí nositelé jména
- Leoš Heger – český lékař, vysokoškolský pedagog a politik strany TOP 09. V období 2010-2013 zastával funkci ministra zdravotnictví v Nečasově vládě.
- Leoš Janáček – český hudební skladatel
- Leoš Jeleček – český historický geograf
- Leoš Mareš – český moderátor
- Leoš Středa – český lékař, spisovatel
- Leoš Suchařípa – český herec, dramaturg a překladatel
- Leoš Svárovský – český dirigent
- Leoš Šimánek – český cestovatel a spisovatel
- Leoš Milčinský – český fotbalista a trenér